# Gare de Bouleternère
La gare de Bouleternère est une gare ferroviaire française, fermée, de la ligne de Perpignan à Villefranche - Vernet-les-Bains, située sur le territoire de la commune de Bouleternère, dans le département des Pyrénées-Orientales, en région Occitanie.
Elle est mise en service en 1870 par la Compagnie du chemin de fer de Perpignan à Prades (PP) et devient en 1884 une gare de la Compagnie des chemins de fer du Midi et du Canal latéral à la Garonne.

## Situation ferroviaire
Établie à 179 mètres d'altitude, la gare de Bouleternère est située au point kilométrique (PK) 492,831 de la ligne de Perpignan à Villefranche - Vernet-les-Bains, entre les gares ouvertes d'Ille-sur-Têt et de Vinça. Elle est séparée de cette dernière par la gare fermée de Domanova-Rodès.

## Histoire
La gare de Bouleternère, provisoirement terminus de la ligne, est mise en service le 15 mars 1870 par la Compagnie du chemin de fer de Perpignan à Prades lors de la mise en service du tronçon entre Ille-sur-Têt et Bouleternère.
La gare sera reliée à Prades le 3 janvier 1877 lors de l'ouverture du tronçon entre Bouleternère et Prades par la PP. Elle est rachetée le 1er janvier 1884 lors de la cession de la ligne à la Compagnie des chemins de fer du Midi et du Canal latéral à la Garonne.
Le 25 janvier 1904, une pluie diluvienne emporta une partie de la voie près de cette gare.

## Patrimoine ferroviaire
En 2020, le bâtiment de la gare est toujours présent et inclus dans un complexe industriel.